# Arthur Bowen Davies
Arthur Bowen Davies (26 de septiembre de 1863–24 de octubre de 1928) fue un artista estadounidense de vanguardia y defensor influyente del arte moderno en los Estados Unidos c. 1910–1928.

## Biografía
Davies nació en Utica, Nueva York. Estaba muy interesado en el dibujo cuando era joven y, a los quince años, asistió a una gran exposición itinerante en su ciudad natal de arte paisajístico estadounidense, con obras de George Inness y miembros de la Hudson River School. El evento tuvo un profundo efecto en él pues estaba especialmente impresionado por los paisajes de Inness. Después de que su familia se mudara a Chicago, Davies estudió en la Academia de Diseño de Chicago desde 1879 hasta 1882 y asistió brevemente el Instituto de Arte de Chicago, antes de trasladarse a la ciudad de Nueva York, donde estudió en la Liga de estudiantes de arte de Nueva York. Trabajó como ilustrador de revistas antes de dedicarse a la pintura.
En 1892, Davies se casó con Virginia Meriwether, una de las primeras médicas del estado de Nueva York. Su familia, ante la sospecha de que su hija pudiera terminar siendo el único sustento de la familia si se  casara con un artista pobre, insistió en que el novio firmara un acuerdo prenupcial, con renuncia a cualquier derecho sobre el dinero de su esposa en caso de divorcio. (Davies llegará a ser muy rico a través de la venta de sus pinturas, aunque sus perspectivas al iniciar la treintena no parecían alentadoras). A pesar de las apariencias eran cualquier cosa menos un matrimonio convencional, incluso al margen del hecho de que Davies era un mujeriego. Virginia se había fugado cuando era joven y había asesinado a su marido en su luna de miel cuando descubrió que él era un adicto a las drogas y jugador compulsivo, un hecho que ella y su familia ocultaron a Davies. 
.
Un hombre urbano con una actitud formal, Arthur B. Davies era "famoso por tímido y retraído."  Rara vez invitaba a cualquiera a su estudio y, a su manera evitaba a viejos amigos y conocidos. La razón de la reticencia de Davies se hizo conocida después de su repentina muerte mientras estaba de vacaciones en Italia en 1928: tenía dos esposas (una legal, la otra ilegítima) e hijos con cada una de ellas, un secreto guardado a Virginia por veinticinco años.

## Carrera

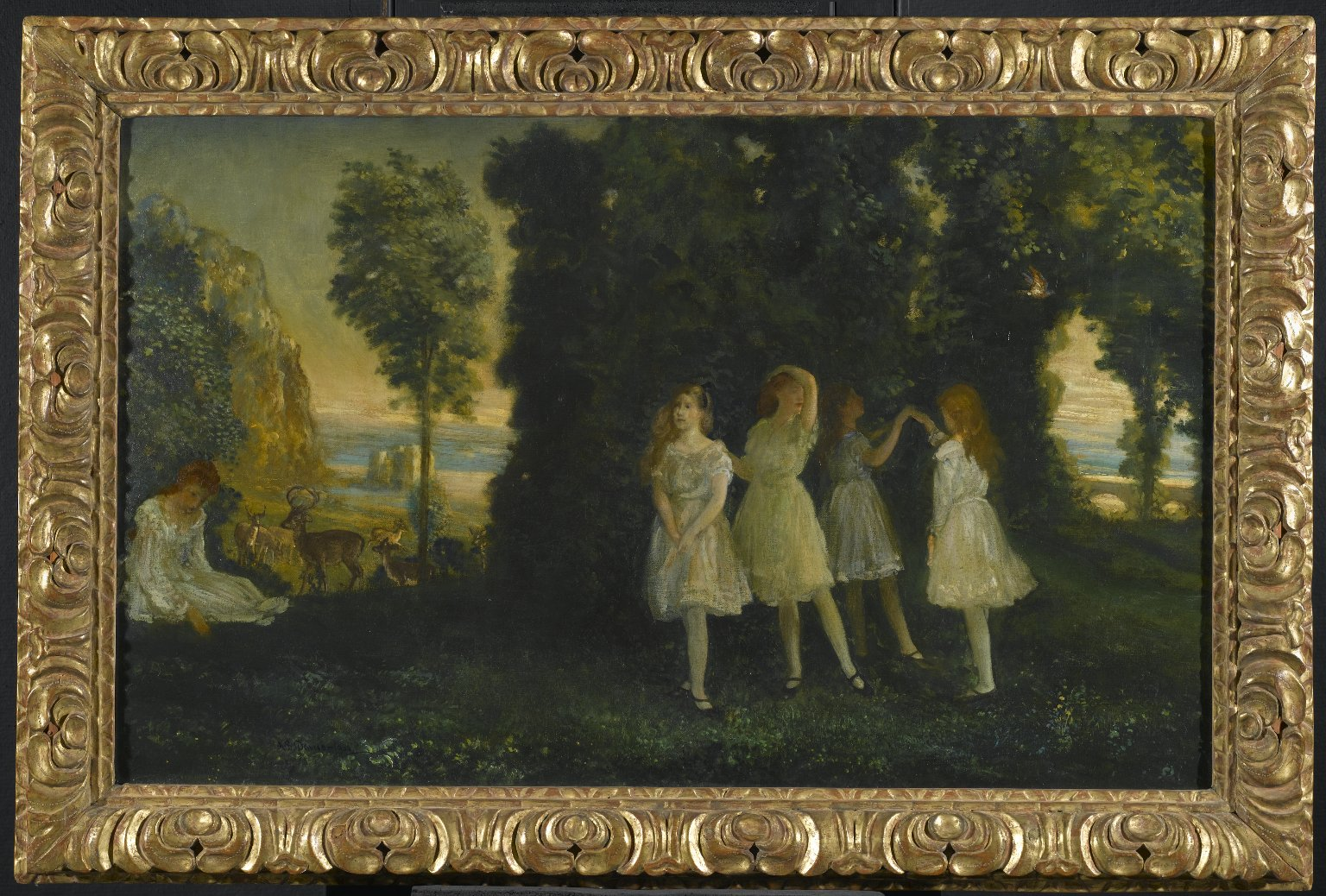
Arthur B. Davies, Dancing Children, 1902. Brooklyn Museum

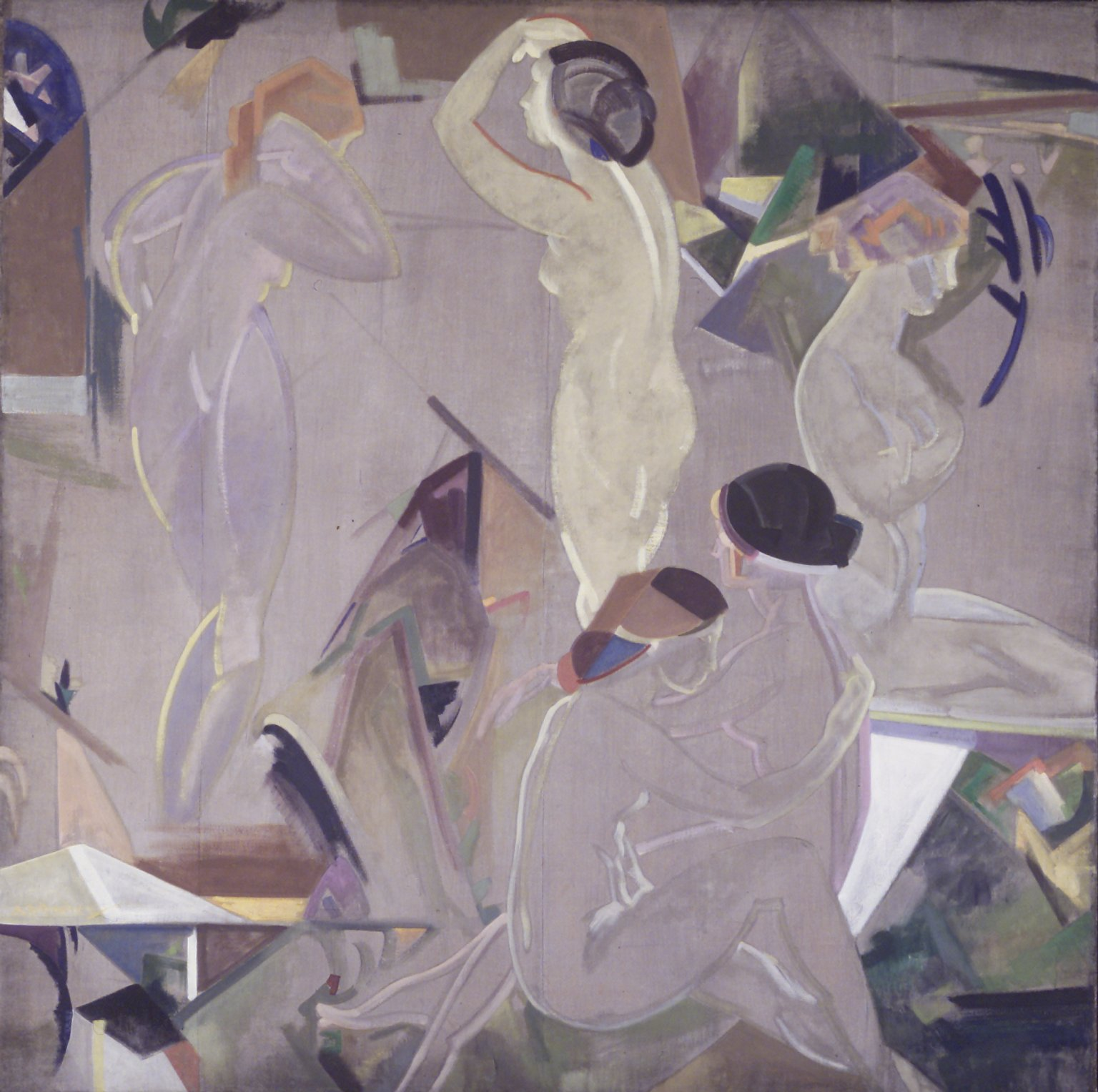
Arthur B. Davies, The Dawning, 1915. Brooklyn Museum

Un año después de su matrimonio, las pinturas de Davies empezaron a venderse, lenta pero constantemente.  A principios de siglo en Estados Unidos, encontró un mercado para sus suaves evocaciones, expertamente pintadas de un mundo de fantasía. Realizó viajes regulares a Europa, donde se sumergió en el arte holandés y le llegó a fascinar el trabajo de Corot y Millet, que le ayudaron a perfeccionar su sentido del color y refinar su pincelada. Cuando alcanzó los cuarenta años, Davies había demostrado definitivamente que sus suegros estaban equivocados y, fue representado por un prestigioso comerciante de arte de Manhattan, William Macbeth, que tenía una vida cómoda. Su reputación en el momento, y aún hoy, se apoya en sus pinturas de figuras etéreas, la más famosa de las cuales es “Unicorns: Legend, sea calm" (1906) de la colección del Museo Metropolitano de Arte. En la década de 1920, sus obras llegaron a tener precios muy altos y se le reconoció como uno de los pintores estadounidenses más respetados y exitosos financieramente de la historia del arte norteamericano, siendo rutinariamente citado como uno de los artistas más grandes de Estados Unidos. Coleccionistas importantes como Duncan Phillips estaban ansiosos por comprar sus últimos dibujos, acuarelas y óleos.
Davies también fue el principal organizador del Armory Show de  1913 y miembro de The Eight, un grupo de pintores que en 1908 montaron una protesta contra las prácticas restrictivas de exhibición de la poderosa y conservadora Academia Nacional de Diseño. Cinco miembros de The Eight —Robert Henri (1865–1929), George Luks (1867–1933), William Glackens, (1870–1938), John Sloan, (1871–1951), y Everett Shinn (1876–1953)— -fueron pintores realistas, mientras que Davies, Maurice Prendergast (1859–1924), y Ernest Lawson  (1873–1939) pintaron en un estilo diferente, menos realista. Su amigo Alfred Stieglitz, mecenas de muchos artistas modernos, consideraba a Davies como el más amplio conocedor del arte contemporáneo que nunca había conocido. Davies también sirvió como asesor de muchos neoyorquinos adinerados que querían orientarse sobre cómo hacer compras para sus colecciones de arte. Dos de esos coleccionistas eran Lizzie P. Bliss y Abby Aldrich Rockefeller, dos de los fundadores del Museum of Modern Art, cuyas colecciones guiadas por Davies finalmente se convirtieron en una parte fundamental de ese museo.
Davies era tranquilo pero muy generoso apoyando a sus compañeros artistas. Fue un mentor para el escultor dotado pero profundamente preocupado John Flannagan, a quien rescató de la pobreza extrema y casi de morir de hambre. Ayudó a financiar el viaje de 1912 de Marsden Hartley a Europa, lo que resultó ser una fase importante de la carrera de Hartley. Recomendó a su propio marchante artistas con problemas financieros pero en los que creía en su talento, como Rockwell Kent.
Sin embargo, Davies también tuvo enemigos. Su papel en la organización del Armory Show, una exhibición masiva de arte moderno que resultó un tanto amenazadora para los realistas estadounidenses como Robert Henri, el líder de The Eight, mostró un lado contundente a su figura que muchos en el mundo del arte no habían visto nunca. Con compañeros artistas como Walt Kuhn y Walter Pach, se dedicaron con gran celo al proyecto de buscar por Europa los mejores ejemplos del Cubismo, Fauvismo, y Futurismo y los difundieron en una exposición en Nueva York y más tarde en Chicago y Boston. Fueron despreciados porque no eran las corrientes que interesaban en ese momento en el arte norteamericano. Davies sabía en qué dirección fluía la marea de la historia del arte y mostró poca tolerancia hacia los que no podían mantener el ritmo.
En una declaración oficial en un panfleto que fue vendido en la sede de Chicago del Armory Show y posteriormente reproducido en la revista Outlook, Davies escribió: "En conseguir juntos las obras de los modernos europeos, la Sociedad [es decir, la entidad organizadora de la Armory Show, la Asociación de Pintores y Escultores Estadounidenses] no se ha embarcado en ninguna propaganda. Propone no entrar en ninguna polémica con cualquier institución... Por supuesto, surgirán controversias, pero no será el resultado de cualquier posición adoptada por la Asociación como tal".[ Con estas palabras magistralmente insinceras, Davies fingió que los hombres que habían traído algo del arte contemporáneo más radical a los Estados Unidos estaban simplemente ofreciendo a los estadounidenses la oportunidad de una experiencia de visualización desapasionada. En realidad, Davies, Kuhn y Pach sabían que su audaz proyecto era susceptible de alterar, con decisión y de forma permanente, el paisaje cultural de Norteamérica.

## Estilo
Arthur B. Davies es una anomalía en la historia del arte estadounidense, un artista cuya obra lírica propia podría ser descrita como moderada y conservadora, pero cuyos gustos eran tan avanzados y abiertos a la experimentación como los de cualquiera de su tiempo. (Su colección de arte personal en el momento de su muerte incluyó obras de Alfred Maurer, Marsden Hartley, y Joseph Stella así como los principales modernistas europeos Cézanne y Brâncuși.) Como escribió el historiador de arte Milton Brown, del período temprano de Davies, "un producto de la escuela Tonalista y de Whistler, había desarrollado un estilo decorativo único.", con influencias que van desde el arte griego helenístico de Sandro Botticelli, hasta el pintor alemán Arnold Böcklin, y el Prerrafaelismo inglés. Un pintor de doncellas de ensueño y de los "idilios de friso,"  que era muy a menudo comparado con el artista francés Puvis de Chavannes. Su implicación con el Armory Show y la exposición prolongada al modernismo europeo, sin embargo, cambiaron su punto de vista por completo. Como escribió el historiador de arte Sam Hunter , "[Uno] podría apenas haber adivinado que los colores vivos de Matisse y la simplificación radical de los cubistas se llevarían bien con Davies," pero así lo hicieron. Su trabajo posterior intentó fusionar un fuerte color y un sentido cubista de la estructura y las formas cubistas con su continua preocupación por el cuerpo femenino, delicado movimiento, y una perspectiva esencialmente romántica. Un crítico escribió en 1913, que las pinturas de inspiración cubista de Davies tienen un atractivo elegante, pero no están en el espíritu más riguroso o auténtico del cubismo practicado por Picasso, Georges Braque, y Juan Gris.
En 1918, Davies regresó, en gran parte, a su estilo anterior. Kimberly Orcutt especula plausiblemente que Davies encontró angustiosas las reacciones mixtas (y réplicas a veces muy negativas) a sus exploraciones más modernistas y así "devuelto al estilo que se esperaba de él, el que le había traído la alabanza y la prosperidad."  Un tradicionalista, un visionario, un fantasioso arcadiano, un defensor de la modernidad, son algunas de las variadas y aparentemente contradictorias descripciones de Arthur B. Davies.

## Trabajos selectos

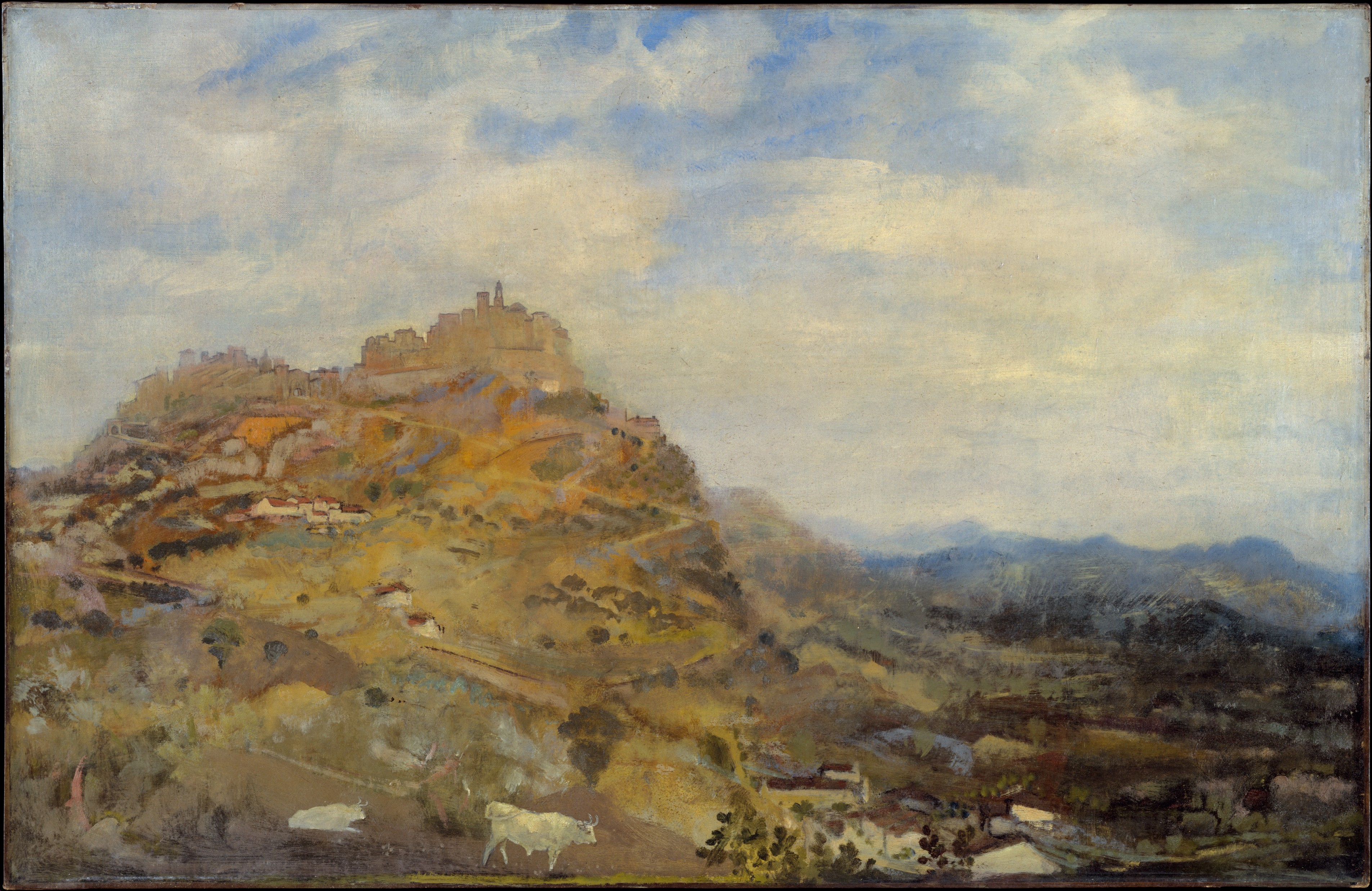
Italian Hill Town, ca. 1925,
Colección Lillie P. Bliss donada al Museo Metropolitano de Arte. Óleo sobre lienzo, 65.7 × 101.3 cm

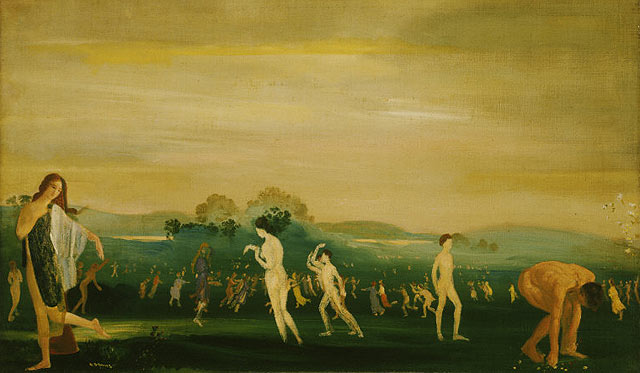
Elysian Fields,óleo sobre lienzo, The Phillips Collection (Washington, D. C.)

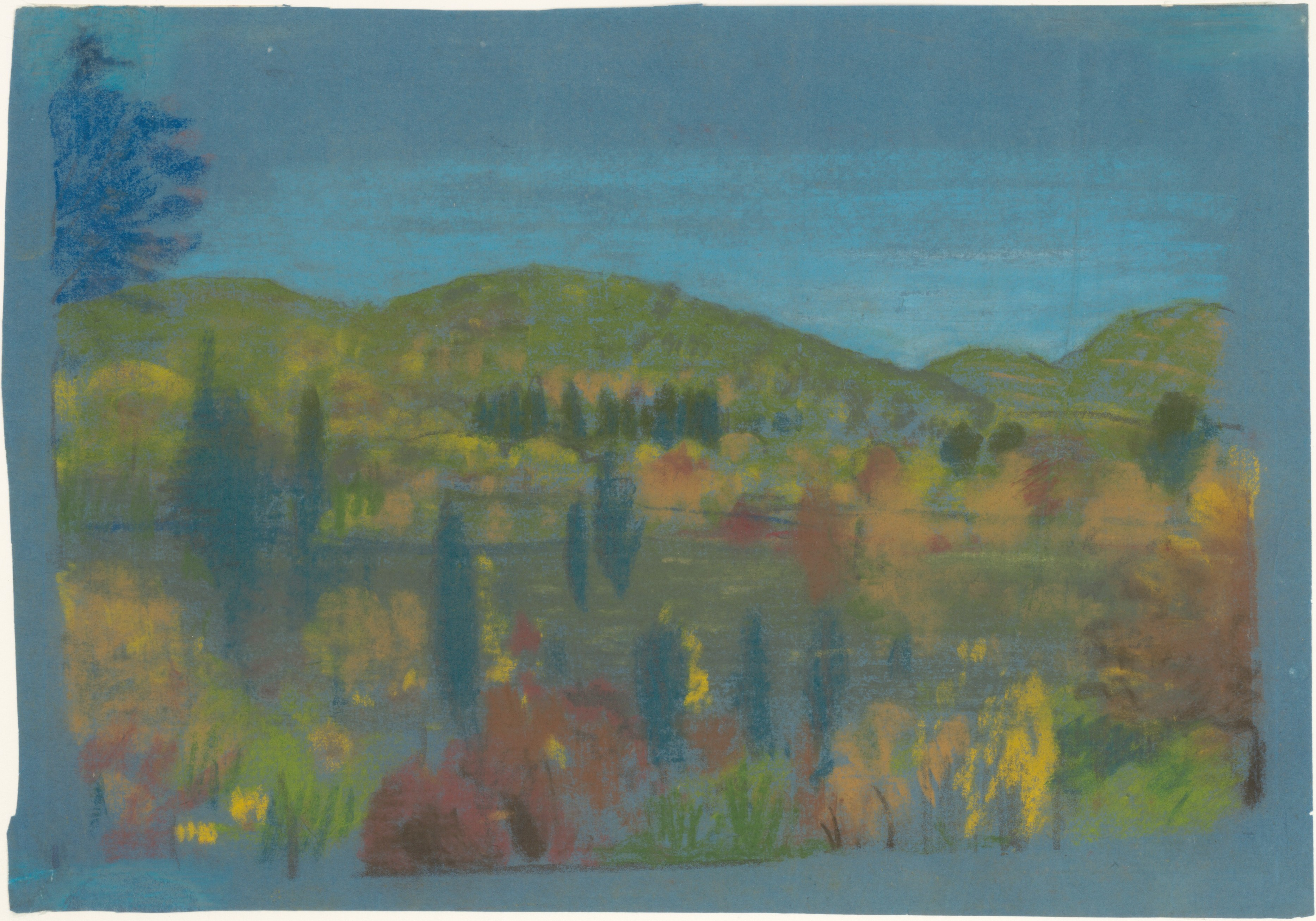
Across the Valley, pastel sobre papel japonés (18,9 c 27 cm)

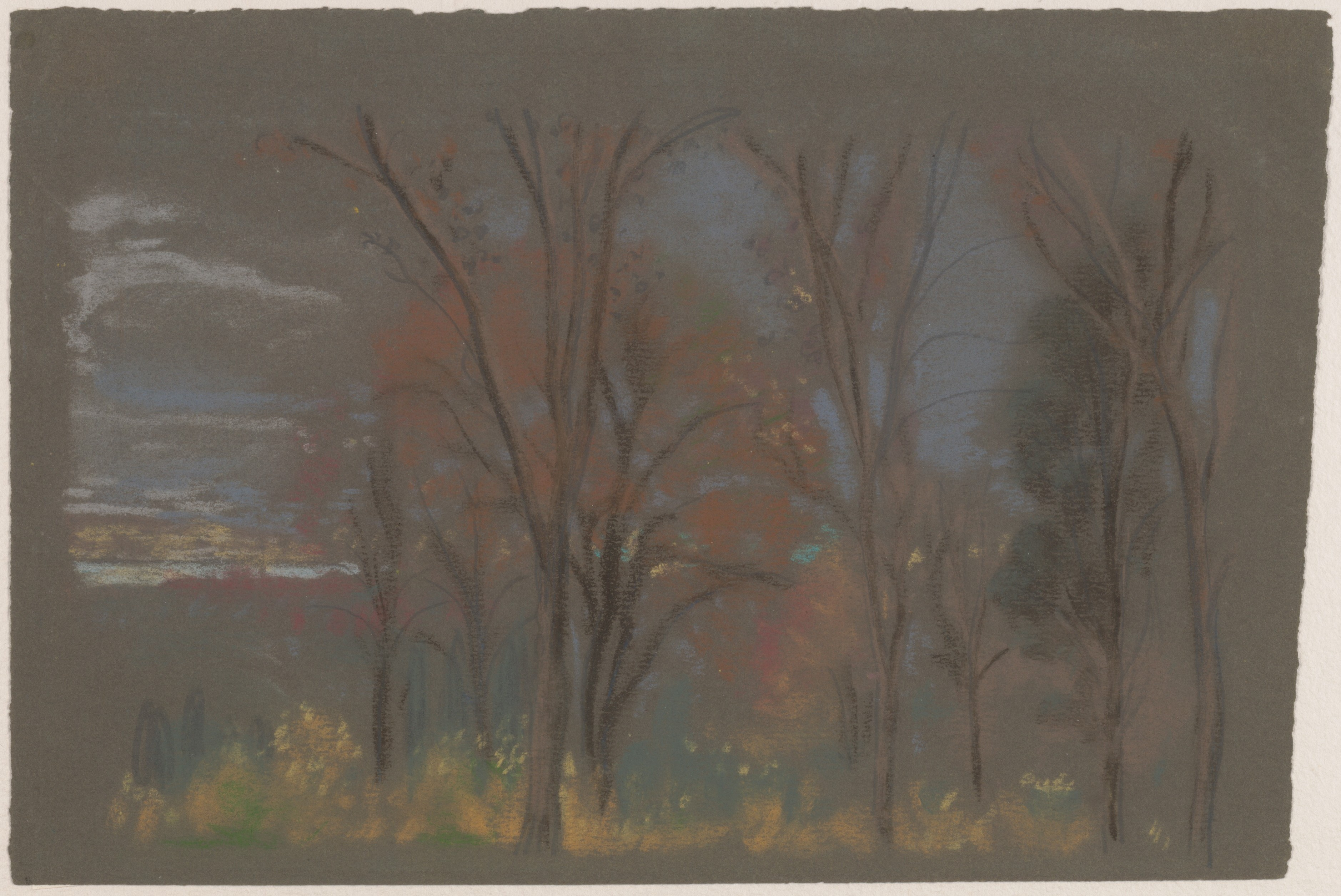
Autumn Woods, pastel sobre papel vitela oscuro(18,4 x 27,8 cm)

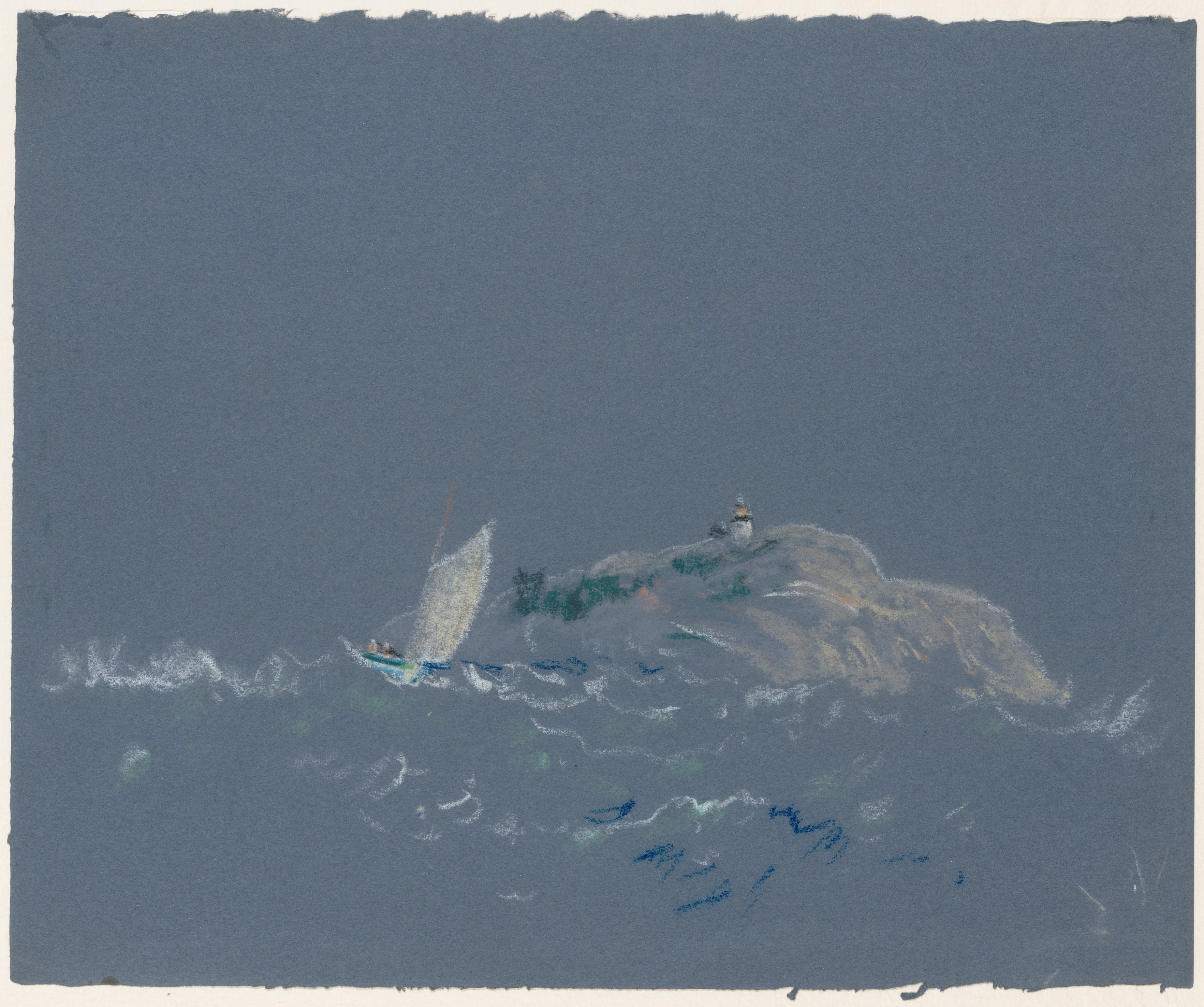
Bear Island Light, pastel sobre papel vitela azul (26 x 31,6 cm)

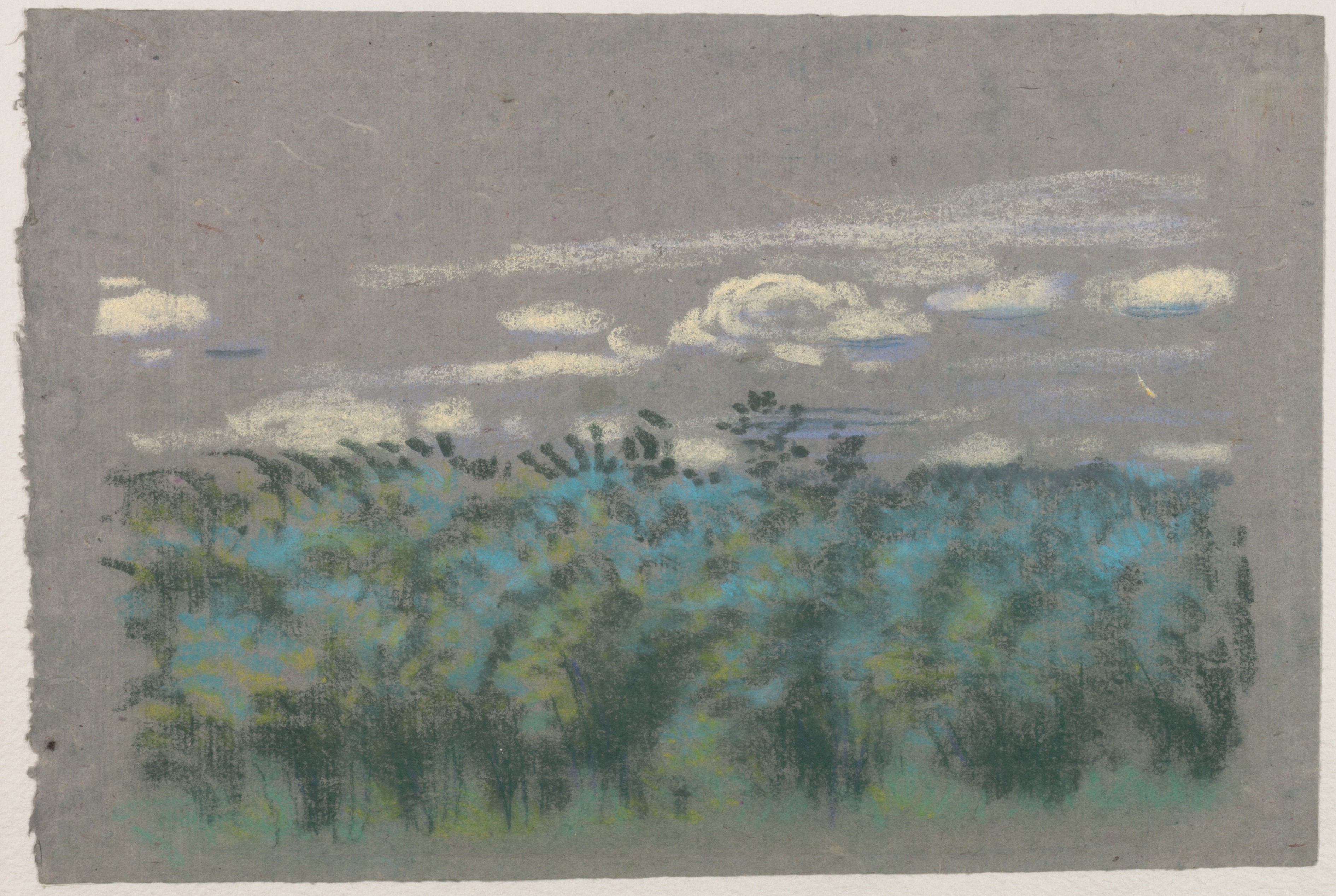
Blue Thicket, pastel sobre papel gris (18,6 x 27,8 cm)

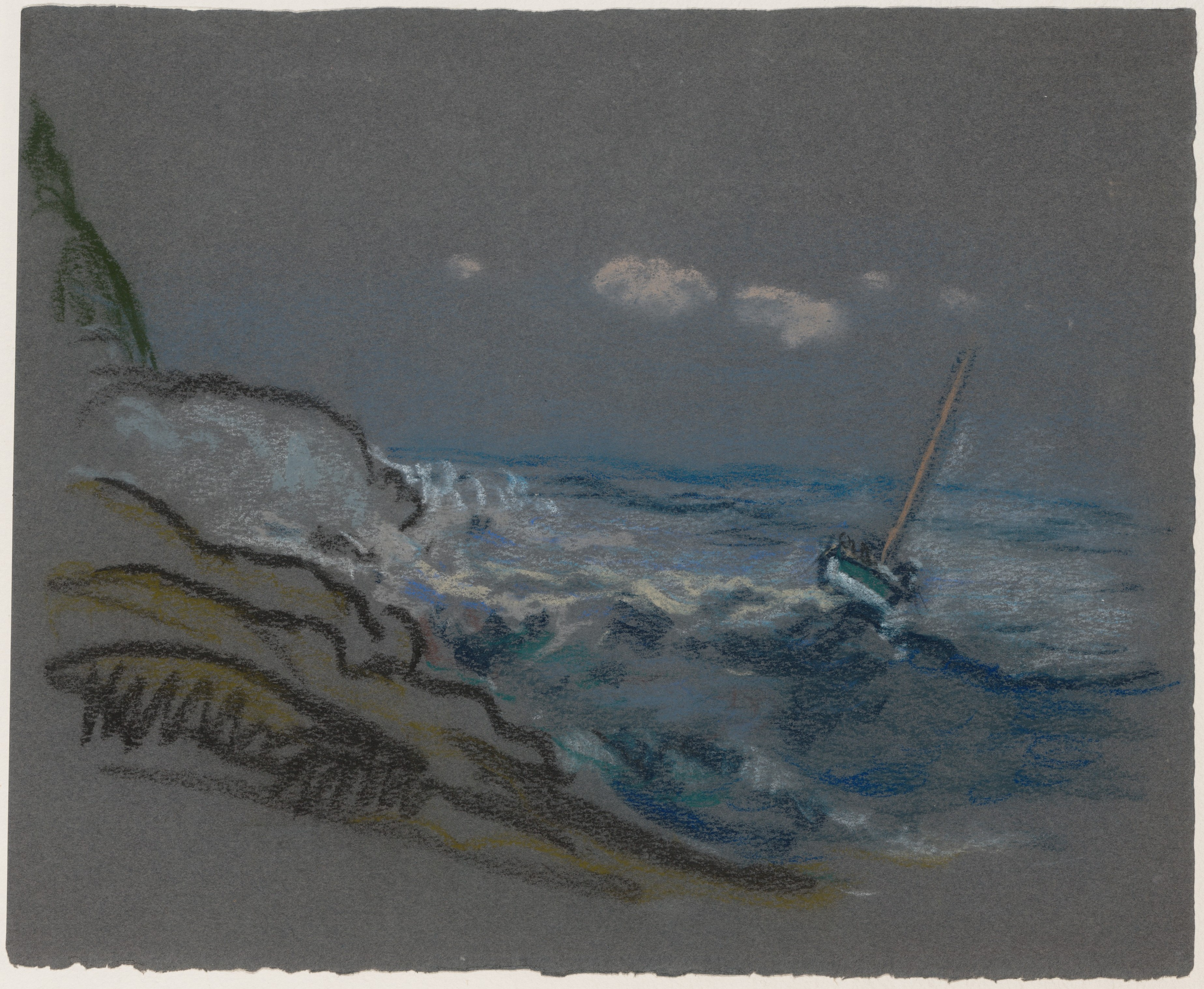
Boat in Distress, pastel sobre papel vitela gris oscuro (26 x 31,1 cm)

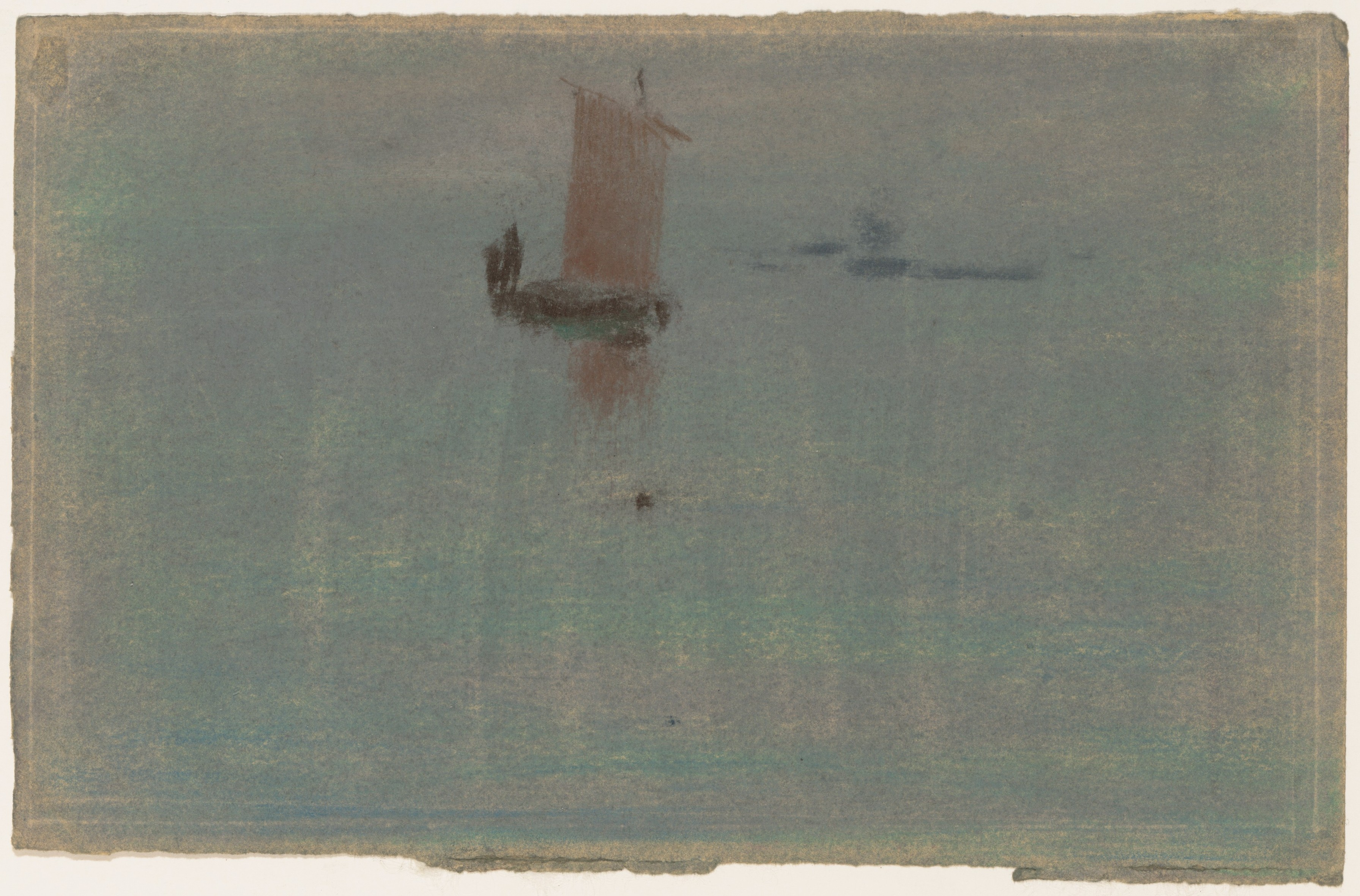
Boats at Evening, pastel sobre papel vitela color tostado (14,6 x 22,5 cm)

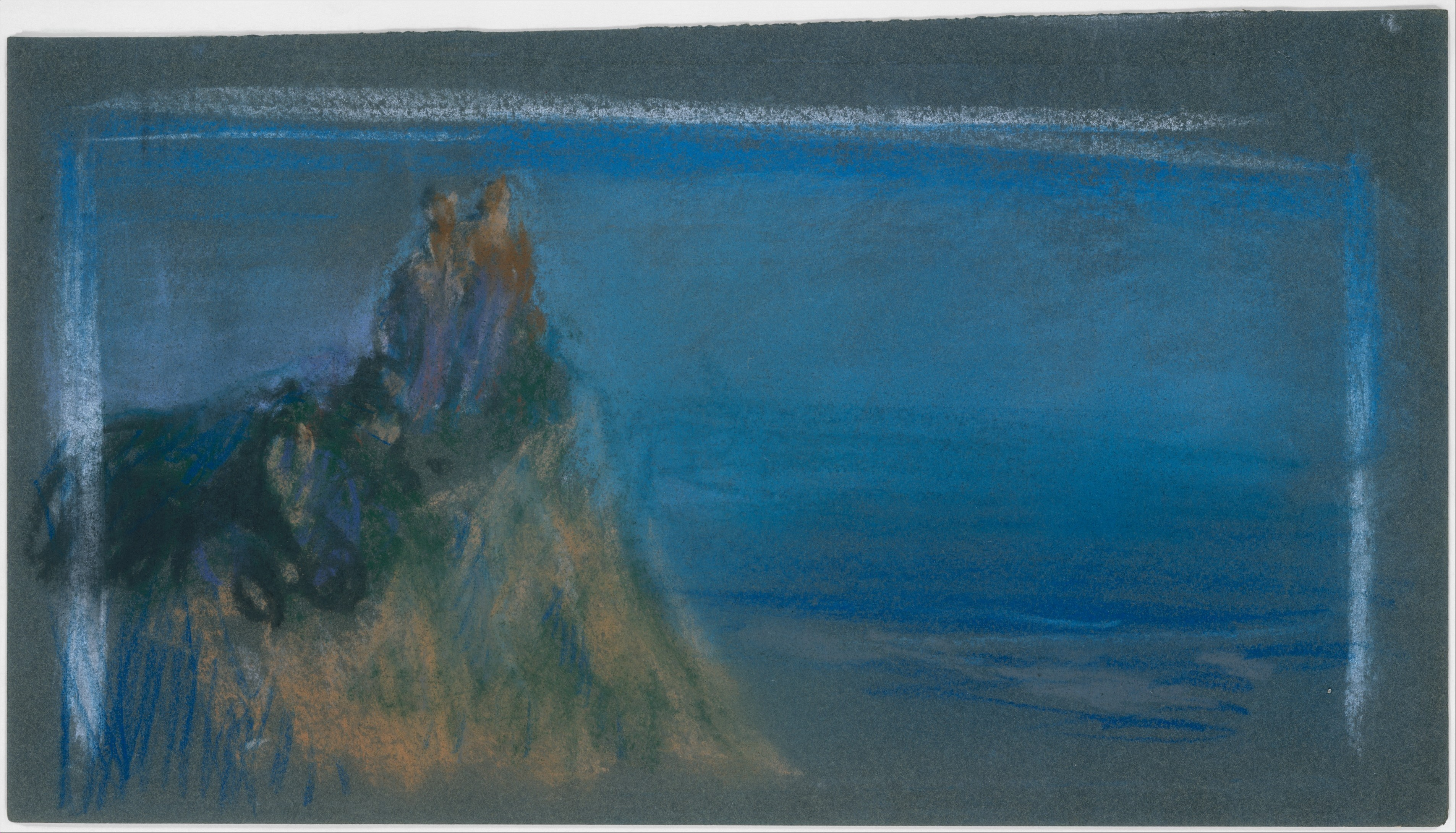
High Point, pastel sobre papel gris (18,7 x 33 cm)

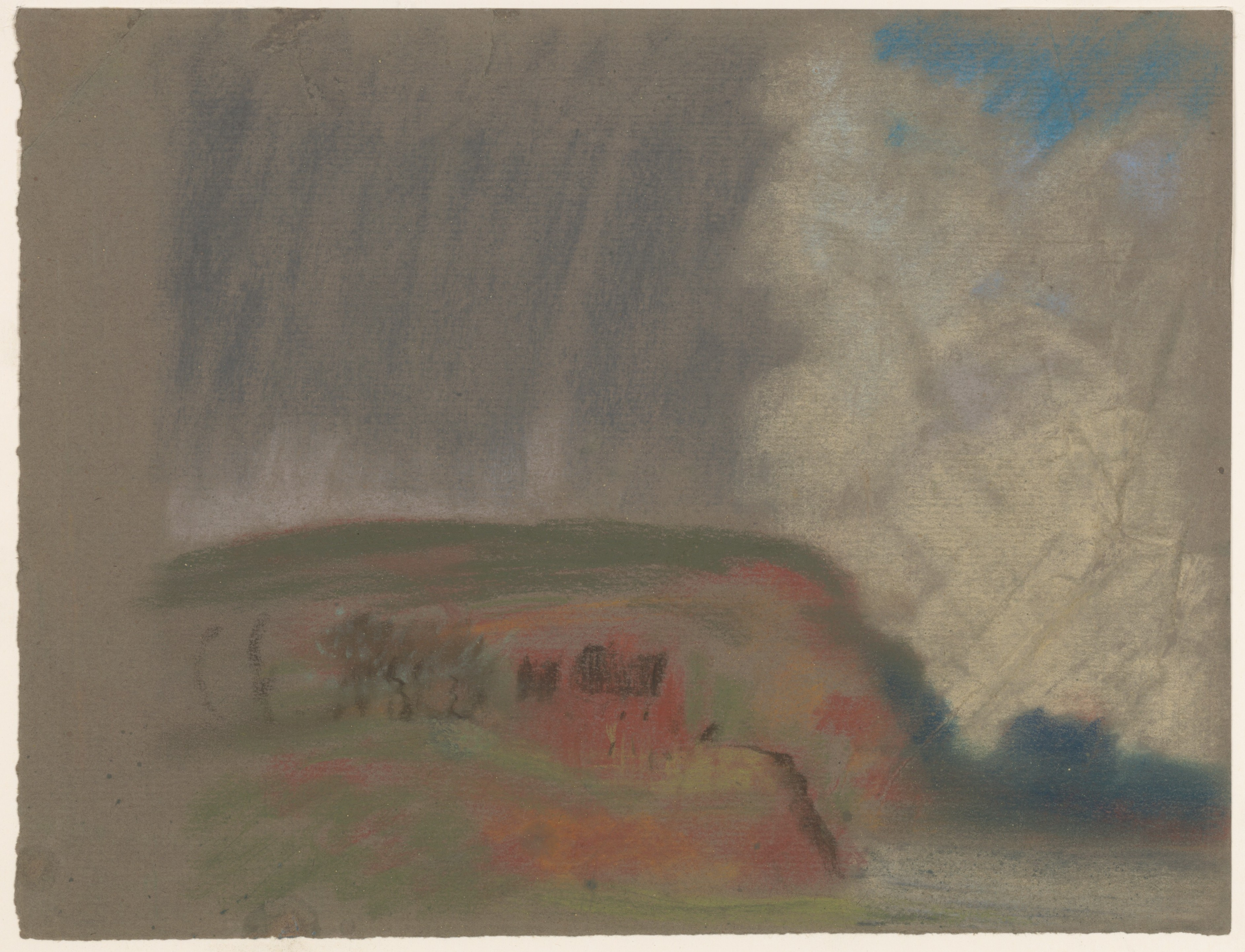
House on Hillside, pastel sobre papel gris-verdoso (19,5 x 25,4 cm)

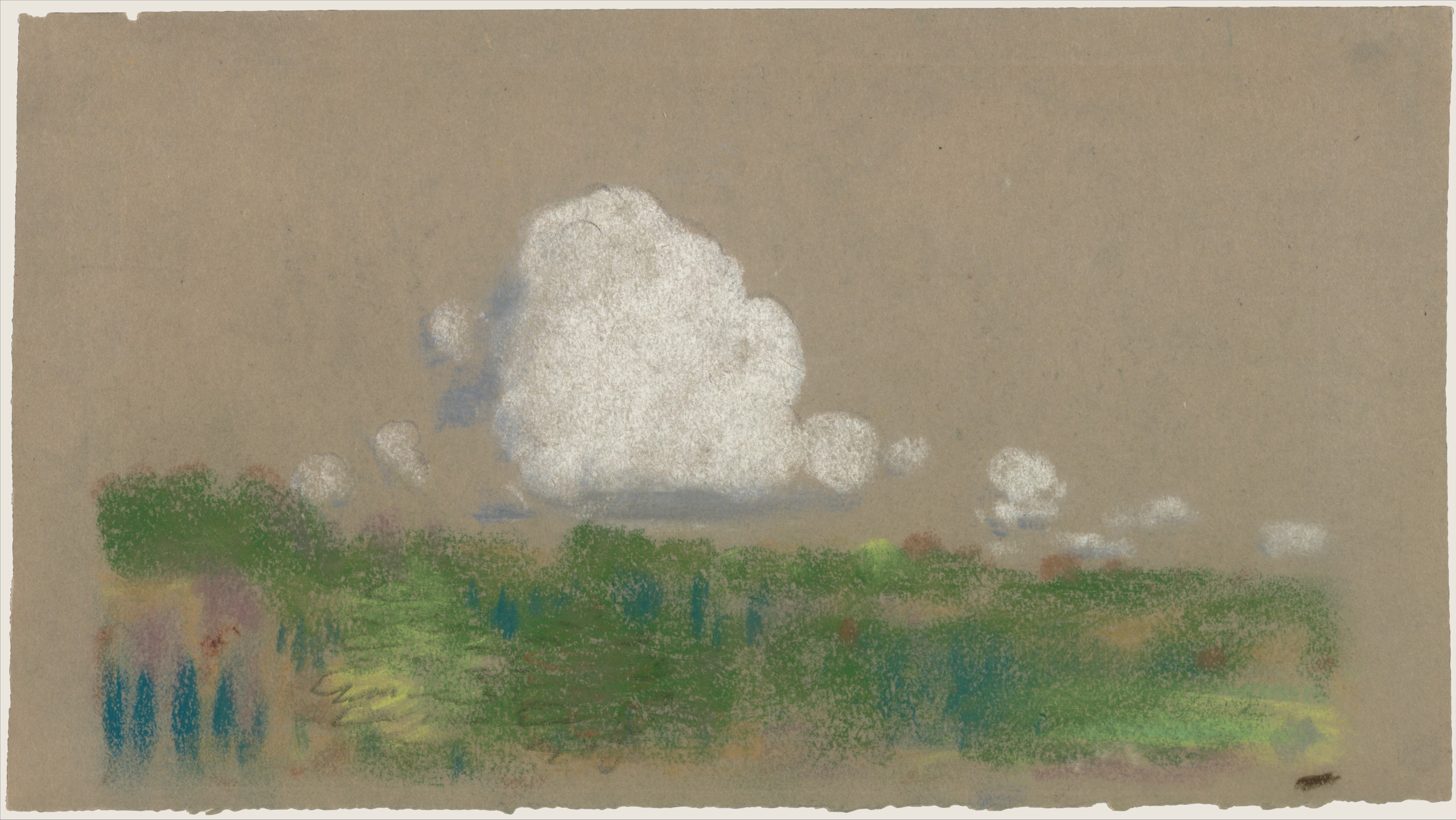
Landscape with Clouds, pastel y tiza negra sobre papel vitela verde-gris (15,6 x 26,8 cm)

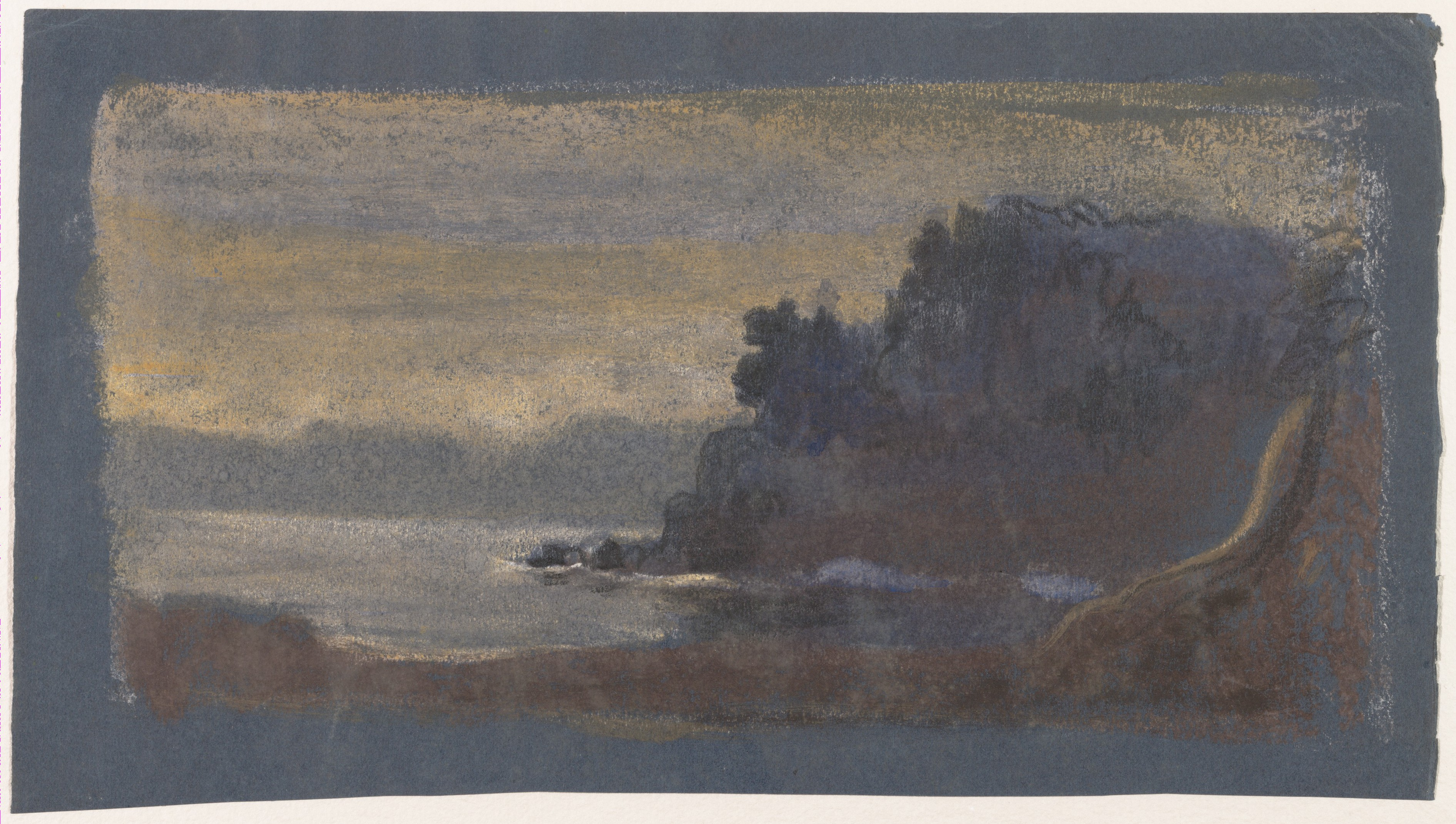
Blue Landscape, pastel sobre papel vitela color azul oscuro (16,5 x 29,4 cm)

- Untitled (seated woman), acuarela y gouache sobre papel (1889), The Phillips Collection, Washington D. C.
- Along the Erie Canal, óleo sobre lienzo (1890), The Phillips Collection, Washington D. C.
- Visions of Glory, óleo sobre lienzo (1896) The Phillips Collection, Washington D. C.
- Viola Obligato, oil on wood panel (1895) The Phillips Collection, Washington D. C.
- The Flood, óleo sobre lienzo (1903) The Phillips Collection, Washington D. C.
- Children, Dogs and Pony, óleo sobre lienzo (1905), The Phillips Collection, Washington D. C.
- Many Waters, óleo sobre papel adherido a lienzo (c. 1905), The Phillips Collection, Washington D. C.
- Springtime of Delight, óleo sobre lienzo (1906), The Phillips Collection, Washington D. C.
- Stars and Dews and Dreams of Night, óleo sobre lienzo (1927), Corcoran Gallery of Art, Washington D. C.
- City Girls and Country Boy, óleo sobre lienzo, The Phillips Collection, Washington D. C.
- Clothed in Dominion, view
- Dew Drops, óleo sobre lienzo, The Phillips Collection, Washington D. C.
- Elysian Fields, óleo sobre lienzo, The Phillips Collection, Washington D. C.
- Girl at the Fountain, view
- Gondolas, acuarela y aguada sobre papel, The Phillips Collection, Washington D. C.
- Horses of Attica, after 1910, óleo sobre lienzo, The Phillips Collection, Washington D. C.
- Olive Trees,  acuarela y aguada sobre papel, The Phillips Collection, Washington D. C.
- Romance, acuarela y aguada sobre papel, The Phillips Collection, Washington D. C.
- The Birth of the Green, óleo sobre lienzo, The Phillips Collection, Washington D. C.
- The Dancers, óleo sobre lienzo, The Phillips Collection, Washington D. C.
- The Hesitation of Orestes, óleo sobre lienzo, The Phillips Collection, Washington D. C.
- The Violin Girl, view
- The Voyage, óleo sobre lienzo, The Phillips Collection, Washington D. C.
- Tissue Parnassian, by 1923, The Phillips Collection, Washington D. C.
- Woman with Orange Background, pastel and chalk on paper, The Phillips Collection, Washington D. C.
- untitled black & white chalk landscape, pastel and chalk on paper,The Phillips Collection, Washington D. C.
- untitled landscape, pastel and chalk on paper, The Phillips Collection, Washington D. C.
- intitled landscape with purple mountains, pastel and chalk on paper, The Phillips Collection, Washington D. C.
- untitled landscape with three single trees, pastel and chalk on paper, The Phillips Collection, Washington D. C.
- untitled landscape with trees, pastel and chalk on paper, The Phillips Collection, Washington D. C.
- untitled pastel, pastel and chalk on paper The Phillips Collection, Washington D. C.

## Colecciones públicas
(En orden alfabético por Estado, luego por ciudad, y luego por nombre de museo)
- Los Angeles County Museum of Art (Los Ángeles, California)
- Ruth Chandler Williamson Gallery (Scripps College, Claremont, California)
- Fine Arts Museums of San Francisco (San Francisco, California)
- Hirshhorn Museum and Sculpture Garden (Washington D. C.)
- National Gallery of Art (Washington D. C.)
- The Phillips Collection (Washington D. C.)
- Smithsonian American Art Museum (Washington D. C.)
- High Museum of Art (Atlanta, Georgia)
- Honolulu Museum of Art (Honolulu, Hawái)
- Smart Museum of Art, University of Chicago (Chicago, Illinois)
- Block Museum of Art (Northwestern University, Evanston, Illinois)
- Cedarhurst Center for the Arts (Mt. Vernon, Illinois)
- Midwest Museum of American Art (Elkhart, Indiana)
- Ulrich Museum of Art, Wichita State University (Wichita, Kansas)
- Farnsworth Art Museum (Rockland, Maine)
- Addison Gallery of American Art (Andover, Massachusetts)
- Museum of Fine Arts (Boston, Massachusetts)
- Harvard University Art Museums (Cambridge, Massachusetts)
- Worcester Art Museum (Worcester, Massachusetts)
- Detroit Institute of Arts, Detroit, Míchigan
- Minneapolis Institute of Arts (Mineápolis, Minnesota)
- Walker Art Center (Mineápolis, Minnesota)
- Sheldon Museum of Art (Lincoln, Nebraska)
- Montclair Art Museum (Montclair, Nueva Jersey)
- Brooklyn Museum (Brooklyn, Nueva York)
- Heckscher Museum of Art (Huntington, New York)
- Metropolitan Museum of Art (New York City, New York)
- Cleveland Museum of Art (Cleveland, Ohio)
- Butler Institute of American Art (Youngstown, Ohio)
- Museum of Art (Oklahoma City, Oklahoma)
- Westmoreland Museum of American Art (Greensburg, Pensilvania)
- Philadelphia Museum of Art (Pensilvania)
- Carnegie Museums of Pittsburgh (Pittsburgh, Pensilvania)
- Memphis Brooks Museum of Art (Memphis, Tennessee)
- Dallas Museum of Art (Dallas, Texas)
- Brigham Young University Museum of Art (Provo, Utah)
- Maier Museum of Art Archivado el 5 de marzo de 2016 en Wayback Machine., Randolph College, formerly Randolph-Macon Woman's College (Lynchburg, Virginia)